# Episodi di Grani di pepe (diciannovesima stagione)
La diciannovesima stagione della serie televisiva Grani di pepe è stata resa disponibile in Germania sulla mediateca di ARD il 10 marzo 2023 e trasmessa successivamente in prima visione dall'11 marzo al 22 aprile 2023 sul canale televisivo Das Erste.
| N° | Titolo originale        | Prima TV Germania |
| -- | ----------------------- | ----------------- |
| 1  | Im Nagelstudio          | 11 marzo 2023     |
| 2  | Welpe in Gefahr         | 11 marzo 2023     |
| 3  | Die verschwundene Münze | 18 marzo 2023     |
| 4  | Die Kakao-Krake         | 18 marzo 2023     |
| 5  | Geheime Wahrheiten      | 25 marzo 2023     |
| 6  | Vertrauensprobe         | 25 marzo 2023     |
| 7  | Verzockt                | 1º aprile 2023    |
| 8  | Nachbars Garten         | 1º aprile 2023    |
| 9  | Best Friends Forever    | 8 aprile 2023     |
| 10 | Alles nur Fake          | 8 aprile 2023     |
| 11 | Die Öl-Mafia            | 15 aprile 2023    |
| 12 | Spätfolgen              | 22 aprile 2023    |
| 13 | Die einzige Chance      | 22 aprile 2023    |